# 张国民 (1944年)
张国民（1944年11月—），男，汉族，山西代县人，中华人民共和国政治人物，曾任中共内蒙古自治区党委宣传部部长，内蒙古自治区社会科学联合会主席，内蒙古自治区人大常委会副主任。